# Atlas (mythologie)

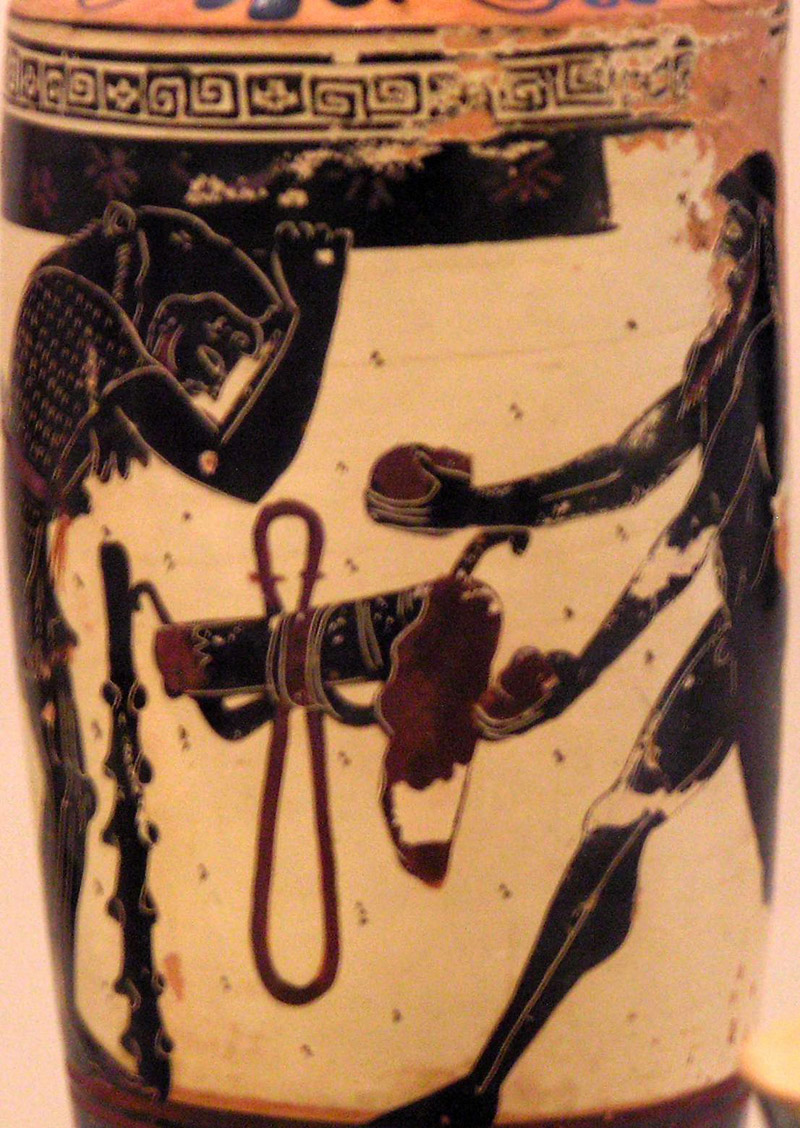
Herakles en Atlas (ca. 490–480 v.Chr., Nationaal Archeologisch Museum van Athene).

Atlas (Oudgrieks: Ἄτλας - «de drager», van τλάω / tláô, «dragen, ondersteunen») is een figuur uit de Griekse mythologie. Atlas draagt volgens de legende als straf het hemelgewelf op zijn schouders en wordt in verband gebracht met het Atlasgebergte, Atlantis en de Atlantische Oceaan. In werkelijkheid kan hij koning van Mauretania zijn geweest. 

## Godenfamilie
Atlas zou de zoon van Iapetus, Poseidon of Ouranos zijn. Atlas is de vader van Maia en daarmee de grootvader van Hermes. De andere zes Pleiaden zijn ook dochters van Atlas en ze worden samen wel 'Atlantiden' genoemd ('ides' is een Grieks suffix; het betekent zoon of dochter). Ook Kalypso, die op het eiland Ogygia, midden in de oceaan, verbleef, was een dochter van Atlas.

## Straf

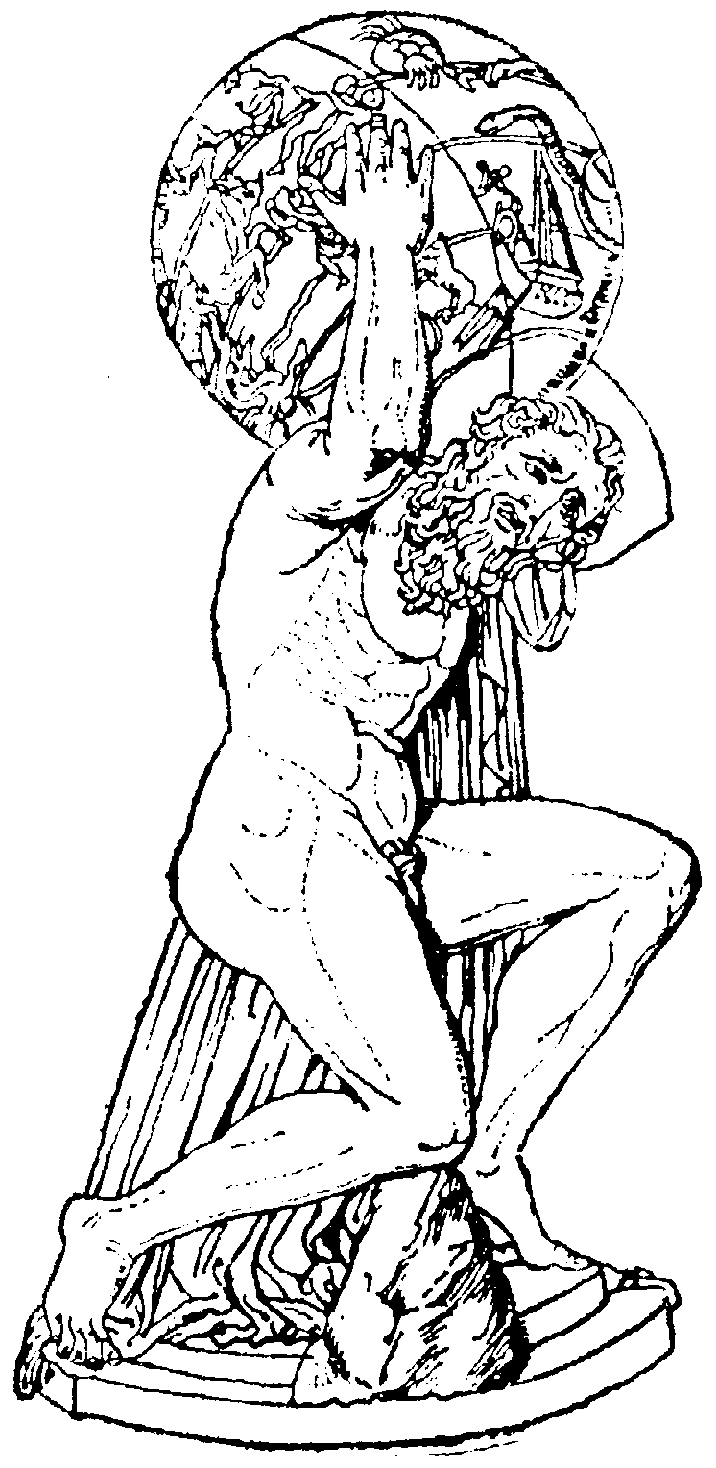
Atlas van Farnese met globe, rond 150 n. Chr., afgebeeld in het Nordisk familjebok

Atlas was een van de kinderen van de Titaan Iapetus. In tegenstelling tot zijn broers Prometheus en Epimetheus vocht Atlas aan de zijde van de Titanen die Kronos steunden in de oorlog tegen Zeus. Wegens de vergevorderde leeftijd van Kronos was het Atlas die de Titanen in de strijd leidde. Hierdoor kreeg Atlas een speciale straf van Zeus en werd hij veroordeeld om op de Westerse rand van de aarde (Gaia) te gaan staan en het hemelgewelf (Ouranos) op zijn schouders te dragen, zodat deze hun oorspronkelijke verbintenis niet meer konden volhouden.

## Atlantis
Volgens Plato was Atlas de oudste zoon van de zeegod Poseidon en de vrouw Kleito en had hij negen broers over wie hij als koning heerste. Ze hadden alle tien een deel van Atlantis om over te regeren, erbij behorende eilanden en gebieden van het westelijke continent en in het oosten binnen de Zuilen van Hercules  (huidige naam: rotsen van Gibraltar). De Atlantische Oceaan werd naar Atlantis genoemd. Hun verre nakomelingen degradeerden en wilden uit machtswellust meer gebied in het oosten veroveren. De oude Grieken van Athene wisten dat, volgens Plato, ca. 9600 v. Chr. te voorkomen. Zeus maakte een einde aan de Atlantische beschaving met een Vloed en aardbevingen, maar tegelijk ging daarmee de oude Griekse beschaving ten onder.
Volgens de Fenicische historicus Sanchuniathon werd Atlas, op last van zijn broer Kronos, in een diep gat in de aarde begraven, omdat Kronos Atlas niet vertrouwde. Zowel Kronos als Atlas waren volgens Sanchuniathons' geschiedenis zonen van Ouranos.

## Ontmoeting met Herakles
Atlas speelt een rol bij de twaalf werken van Herakles. Herakles heeft de opdracht gekregen om de gouden appels van de boom uit de tuin van de Hesperiden te stelen, maar een sterveling kon dit niet ongestraft doen, want de boom was een huwelijksgeschenk van Gaia aan Zeus en Hera. Daarom ging Herakles naar Atlas, die volgens sommige bronnen de vader van de Hesperiden is, en vroeg of deze de appels wilde plukken, terwijl hij het hemelgewelf even van hem zou overnemen. Maar toen Atlas terugkwam met de appels wilde deze het hemelgewelf niet weer terugnemen en stelde voor om zelf de appels te gaan afleveren. Herakles gebruikte een list en vroeg of Atlas heel even de last wilde overnemen zodat hij een doek op zijn schouders kon leggen om het gewicht draaglijker te maken. Toen Atlas de hemel weer even optilde, wandelde Herakles weg met de appels.
In een alternatieve versie bouwde Herakles de Herakleszuilen die de hemel dragen en bevrijdde zo Atlas van zijn straf.

## Ontstaan van het Atlasgebergte
Bij Herodotos werd Atlas al gelijkgesteld aan het gelijknamige Atlasgebergte. Volgens deze mythe probeerde Atlas de verdwaalde Perseus weg te jagen. Maar Perseus gebruikte het hoofd van Medusa om Atlas in steen te veranderen en toen hij neerviel, ontstond het Atlasgebergte. Dit verhaal kan niet verzoend worden met de verhalen waarin Atlas Herakles ontmoet en geholpen heeft met zijn twaalf werken, want Herakles is dan in dienst bij de kleinzoon van Perseus, Eurystheus.

## Culturele invloed
Atlas staat ook afgebeeld op het Paleis op de Dam in Amsterdam. Staande op het fronton aan de achtergevel aan de Nieuwezijds Voorburgwal torst Atlas het hemelgewelf. Ontworpen door Artus Quellinus en gegoten door de beroemde klokkengieter François Hemony. Ook is er een beeld van Atlas in de Burgerzaal, aan de westelijke kant. Vroeger werd aan kinderen verteld dat Amsterdam ten onder zou gaan als Atlas zijn bol zou laten vallen.
Verder staat Atlas tussen twee Fama op heel veel Friese staartklokken.

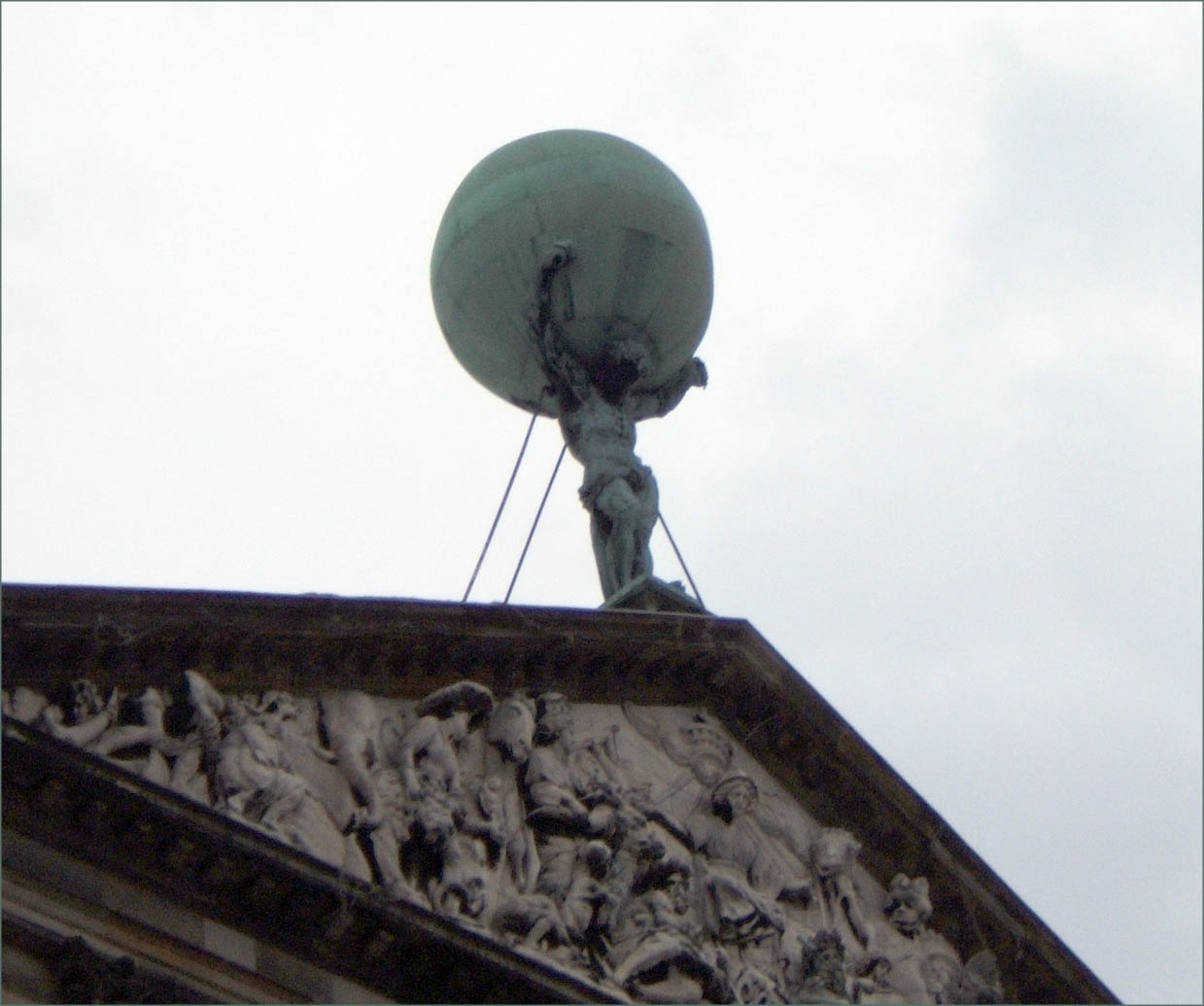
Atlas op de achtergevel van het Paleis in Amsterdam